# Cueta bourboni
Cueta bourboni is een insect uit de familie van de mierenleeuwen (Myrmeleontidae), die tot de orde netvleugeligen (Neuroptera) behoort. 
Cueta bourboni is voor het eerst wetenschappelijk beschreven door Navás in 1935.